# Hülfenskreuz

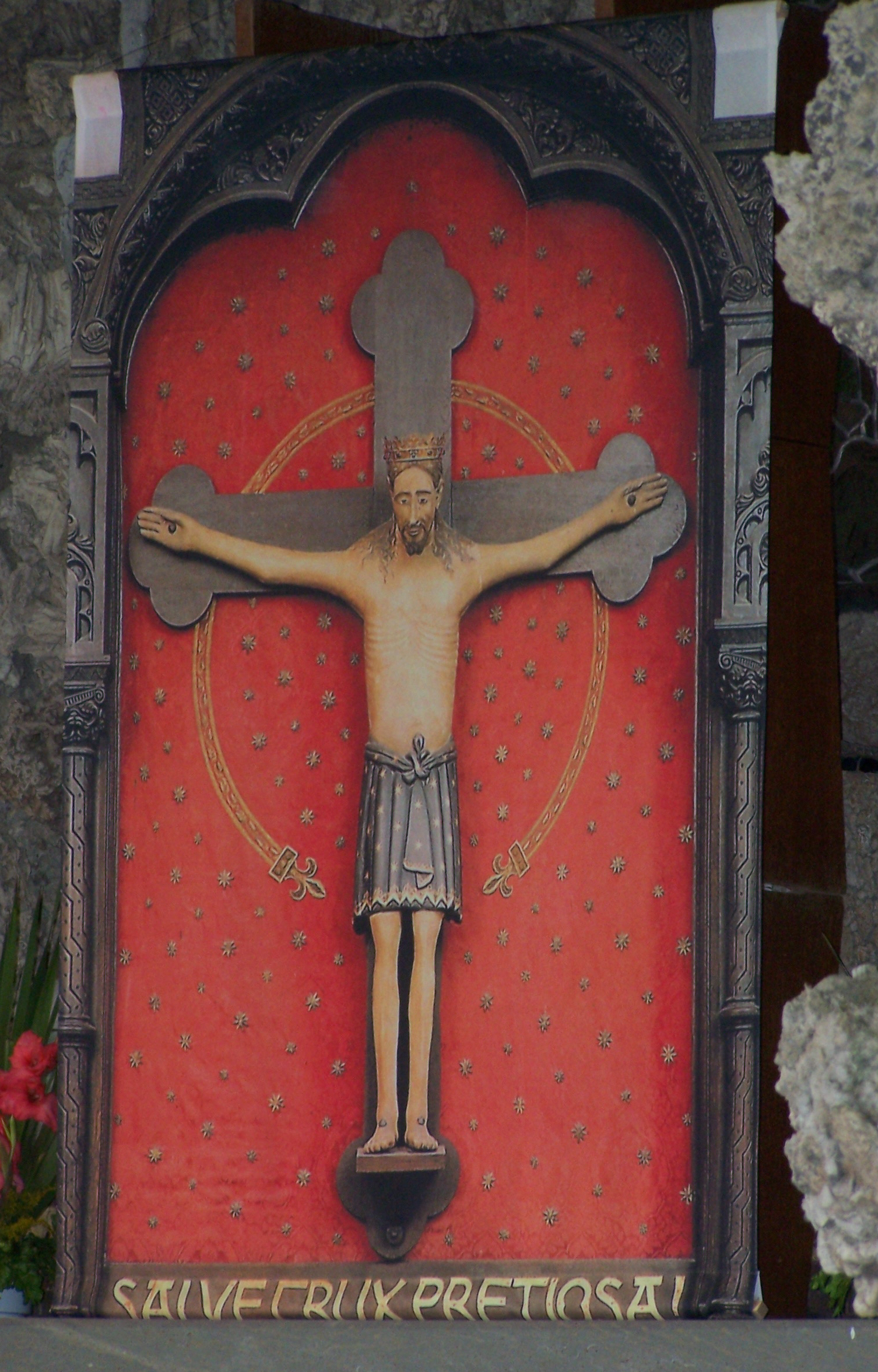
Das Hülfenskreuz in der Wallfahrtskirche auf dem Hülfensberg

Das Hülfenskreuz ist ein romanisches Kreuz in der Wallfahrtskirche Christus der Erlöser auf dem Hülfensberg bei Geismar im Landkreis Eichsfeld in Thüringen.

## Geschichte
Das Kreuz stammt vermutlich aus dem 11. Jahrhundert, genaue Angaben zur Herkunft sind nicht bekannt. Einer Sage nach soll es ein Ritter aus dem Heiligen Land mitgebracht haben. Wann es im 14. Jahrhundert auf den Hülfensberg kam, ist ebenfalls nicht genau bekannt. Das Kreuz wurde aber schnell ein Ziel von Wallfahrern nicht nur aus der Umgebung des Hülfensberges, sondern auch aus Norddeutschland. Mit den Wallfahrten zum Sankt Gehilfen änderte sich auch der Name des ursprünglich Stuffenberg genannten Berges, im 14. Jahrhundert wird Gehülfensberg gebräuchlich, verkürzt später dann Hülfensberg. Im 15. oder 16. Jahrhundert wurde das Kreuz durch ein Feuer beschädigt. Nachdem das Kreuz 1837 sogar aus der Kirche entfernt worden war, erfolgte in den Jahren nach 1850 eine Restaurierung und Wiederherstellung der beschädigten Teile.